# Bjarne Pudel
Bjarne Pudel (* 9. Mai 2001 in Versmold) ist ein deutscher Fußballspieler.

## Karriere
Der Innenverteidiger Bjarne Pudel begann seine Karriere beim Versmolder Amateurverein SG Oesterweg und wechselte später zur Spvg Versmold. Mit zwölf Jahren wechselte er zum Bielefelder Amateurclub VfL Theesen, bevor er im Jahre 2017 in die Jugendabteilung von Arminia Bielefeld wechselte. Er absolvierte 22 Spiele in der B-Junioren-Bundesliga und als Mannschaftskapitän 18 Spiele in der A-Junioren-Bundesliga.
Nach dem Ende seiner Jugendzeit wechselte Pudel zum SC Wiedenbrück in die viertklassige Regionalliga West und entwickelte sich dort zum Stammspieler und Leistungsträger. Zur Saison 2022/23 wechselte Pudel zu Borussia Dortmund II in die 3. Liga. Sein Profidebüt folgte am 10. Oktober 2022, als die Dortmunder beim Halleschen FC 0:0 spielten. Im Sommer 2024 verließ er den Verein.